# Juan el Profeta
Juan el profeta, también llamado Juan el Venerable o Juan de Gaza (Gaza, finales del siglo V - Merosala, c. 550) fue un monje basilio, anacoreta y eremita palestino, abad del monasterio de Merosala y maestro de Doroteo de Gaza. Es venerado como santo por varias confesiones cristianas.
Vivió como ermitaño en una cueva en silencio y oración y se le atribuían dones de profecía y ciencia infusa, por lo que se le consideró como profeta. Con fama de taumaturgo, visitó Jerusalén por invitación del Patriarca. Durante 18 años, hasta su muerte, fue amigo de Barsanufio de Palestina, con quien intercambió numerosas cartas. Según la tradición, predijo la fecha de su muerte, pero la pospuso dos semanas a petición de Elías, su sucesor como abad, para poder explicarle cómo tenía que regir el monasterio.